# Departamento de Banda
Departamento de Banda är en kommun i Argentina.   Den ligger i provinsen Santiago del Estero, i den norra delen av landet, 1 000 km nordväst om huvudstaden Buenos Aires. Antalet invånare är 142 279.
Trakten runt Departamento de Banda består i huvudsak av gräsmarker. Runt Departamento de Banda är det ganska glesbefolkat, med 43 invånare per kvadratkilometer.